# Xaver Schwarzenberger
Xaver Schwarzenberger (Vienna, 21 aprile 1946) è un regista e direttore della fotografia austriaco.
Ha partecipato alla produzione di circa 100 film dal 1970. Nei primi anni ottanta, divenne direttore della fotografia dei film di Rainer Werner Fassbinder con il quale collaborò ai suoi ultimi lavori, prima che il regista morisse nel 1982.
L'oceano silenzioso, film diretto nel 1983 da Schwarzenberger, è stato presentato al 33º Festival internazionale del cinema di Berlino dove il regista vinse l'Orso d'argento.

## Filmografia

### Direttore della fotografia
- Die ersten Tage, regia di Herbert Holba (1971)
- Die Insel der Seligen, regia di Walter Davy (1976)
- Berlin Alexanderplatz, regia di Rainer Werner Fassbinder - miniserie televisiva (1980)
- Lili Marleen, regia di Rainer Werner Fassbinder (1981)
- Der Schüler Gerber, regia di Wolfgang Glück - film tv (1981)
- Lola, regia di Rainer Werner Fassbinder (1981)
- Veronika Voss (Die Sehnsucht der Veronika Voss), regia di Rainer Werner Fassbinder (1982)
- Kamikaze 1989, regia di Wolf Gremm (1982)
- Querelle de Brest (Querelle), regia di Rainer Werner Fassbinder (1982)
- L'asso degli assi, regia di Gérard Oury (1982)
- L'oceano silenzioso (Der stille Ozean), regia di Xaver Schwarzenberger (1983)
- La notte (Die Nacht), regia di Hans-Jürgen Syberberg (1985)

### Regista
- L'oceano silenzioso (Der stille Ozean) (1983)